# Patrice Mourier
Patrice Mourier (* 10. dubna 1962 Lyon, Francie) je bývalý francouzský reprezentant v zápase. V roce 1987 vybojoval v zápase řecko-římském ve váhové kategorii do 57 kg zlatou medaili na mistrovství světa, v roce 1990 bronzovou. V roce 1990 získal zlato a v roce 1987 bronz na mistrovství Evropy.
Třikrát startoval na olympijských hrách, do bojů o medaile však výrazněji nezasáhl. V roce 1984 v Los Angeles a v roce 1988 v Soulu vypadl ve druhém, v roce 1992 v Barceloně ve čtvrtém kole.